# Nick Cullen
Nicholas Cullen (10 april 1984) is een linkshandige golfprofessional uit Australië.
Nick Cullen was lid van twee golfclubs, de Grange Golf Club en de Flagstaff Hill Golf Club. 

## Professional
Nick Cullen werd in 2009 professional. Hij speelde in 2010 op de Canadese PGA Tour, in 2011 op de Australaziatische PGA Tour en in 2012 op de Amerikaanse PGA Tour. In mei 2012 won hij de Indonesian Masters dat deel uitmaakt van de OneAsia Tour. Vervolgens kwalificeerde hij zich via de internationaal finale voor het Brits Open. 

### Gewonnen
OneAsia Tour
- 2012: Indonesian Masters (-9)